# Thingol
Elu Thingol (chiamato anche Elwë Singollo) è un personaggio di Arda, l'universo immaginario creato dallo scrittore inglese J. R. R. Tolkien.
Elu Thingol è un Elfo, Supremo Signore delle genti del Doriath, Re dei Sindar e Alto Re del Beleriand. È "il più alto di tutti i Figli di Ilúvatar" e "il più forte di tutti gli Eldar salvo solo Fëanor", ed il suo regno nel Doriath è il più potente di tutto il Beleriand. Thingol è uno dei personaggi principali delle opere di J.R.R. Tolkien, ed è presente principalmente ne Il Silmarillion.

## Il personaggio
Uno dei primi elfi ad apparire nel Silmarillion, Elwë (Thingol) è uno dei tre Re elfici (insieme a Finwë ed Ingwë) che per primi partiranno dal lago Cuiviénen alla volta di Valinor, il Reame Beato. Una sua particolare caratterizzazione fisica è che viene descritto come il più alto di tutti i Figli di Ilúvatar che mai vi furono. Innamoratosi della bellezza che trovò a Valinor, quando tornò alle rive del Cuiviénen cercò di convincere le sue genti, i Teleri, ad intraprendere il Grande Viaggio verso quelle terre beate. Durante il viaggio tuttavia a causa della lentezza della sua gente che, a differenza di quelle di Finwë ed Ingwë, si attardava alla scoperta delle bellezze che incontrava lungo il cammino, arrivarono tardi alle sponde del mare, quando l'isola di Tol Eressëa era già partita trasportando gli altri due popoli degli elfi verso Aman. Per questo Thingol e le sue genti si dovettero stabilire nel Beleriand prima di poter avere una nuova occasione di essere trasportati al di là del mare. In questo lasso di tempo, Thingol, mentre viaggiava per i boschi del Beleriand, si imbatté in Melian la Maia ed i due si innamorarono tanto profondamente che per anni rimasero immobili nel bosco di Nan Elmoth, e per molti anni i Teleri non li videro più.
Thingol in seguito divenne il Re dei Sindar e di tutte le terre del Beleriand anche se, dopo la venuta dei Noldor, il suo dominio di fatto si restrinse alla foresta del Doriath, il regno celato all'interno della Cintura di Melian.
Dall'amore tra lui e Melian nacque Lúthien, la più bella delle elfe mai vissute sulla Terra di Mezzo, e dunque dei Figli di Ilúvatar in generale. Lúthien si innamorò di Beren, ma Thingol non apprezzava gli Uomini, che riteneva deboli e di poca importanza, mentre considerava Lúthien sopra ogni altra cosa; perciò Thingol escogitò un modo per impedire a Beren e Lúthien di sposarsi: come pegno per sua figlia, Thingol chiese a Beren di prendergli e riportargli uno dei tre Silmaril presenti nella corona di Morgoth, impresa palesemente al di sopra della portata di chiunque e ritenuta impossibile. Questo nonostante la sua saggia moglie Melian (che tuttavia sapeva di non potersi opporre al destino) lo avesse avvertito del fatto che ciò avrebbe portato alla rovina del Doriath.
Infatti, al contrario di ogni aspettative, Beren, con l'aiuto di Finrod Felagund, del fedele Huan e di Lúthien stessa, riuscì comunque nell'impresa, consegnò a Thingol la gemma ed ottenne sua figlia in sposa. 
In seguito adottò temporaneamente Túrin Turambar nel periodo in cui questi visse nel Doriath.
Ma Thingol, nel frattempo impossessatosi del prezioso gioiello, divenne ossessionato dalla bellezza del Silmaril e chiamò una compagnia di nani per incastonarlo nella più bella collana mai esistita, la Nauglamír. Anche i nani che compirono il lavoro, però, vennero sedotti dalla bellezza del Silmaril e con una scusa cercarono di impadronirsene, con la scusa che la collana era una loro opera. Alla loro chiesta Thingol reagì con disprezzo insultando i nani:
Nella lite che ne seguì Thingol perse la vita e, a causa di questo, Melian spezzò la cintura protettiva del suo regno e lo abbandonò, e così il Doriath cadde in rovina. Esso venne poi restaurato per poco tempo da Dior, nipote di Thingol, ma a causa del fatto che possedeva un Silmaril, egli, non più protetto magicamente come era stato Thingol, fuattaccato dai figli di Fëanor, e la rovina del Doriath, fu completa.
Come molti degli importanti personaggi della saga tolkieniana, anche Thingol possiede molti nomi sia Sindarin che Quenya. Il primo nome attribuitogli al risveglio degli Eldar in Cuiviénen è Elwë; a questo si aggiunse Singollo che in Quenya significa "manto-grigio". Sindarinizzato, il nome divenne Elu Thingol, per poi rimanere solamente Thingol.

## La stirpe di Thingol Grigiomanto
|        |        |        |        |        |        |        |        |         |         |         |         |         |         |         |         |                 |         |         |         |          |         |        |        |           |           |           |           |           |           |          |          |           |           |           |           |           |           |          |          |          |          |          |          |          |          |          |          |          |          |  |  |
|        |        |        |        |        |        |        |        |         |         |         |         |         |         |         |         |                 |         |         |         |          |         |        |        |           |           |           |           |           |           |          |          |           |           |           |           |           |           |          |          |          |          |          |          |          |          |          |          |          |          |  |  |
|        |        |        |        | Melian | Melian | Melian | Melian | Melian  | Melian  |         |         | Thingol | Thingol | Thingol | Thingol | Thingol         | Thingol |         |         | Olwë     | Olwë    | Olwë   | Olwë   | Olwë      | Olwë      |           |           |           |           |          |          |           |           |           |           |           |           |          |          | Elmo     | Elmo     | Elmo     | Elmo     | Elmo     | Elmo     |          |          |          |          |  |  |
|        |        |        |        | Melian | Melian | Melian | Melian | Melian  | Melian  |         |         | Thingol | Thingol | Thingol | Thingol | Thingol         | Thingol |         |         | Olwë     | Olwë    | Olwë   | Olwë   | Olwë      | Olwë      |           |           |           |           |          |          |           |           |           |           |           |           |          |          | Elmo     | Elmo     | Elmo     | Elmo     | Elmo     | Elmo     |          |          |          |          |  |  |
|        |        |        |        |        |        |        |        |         |         |         |         |         |         |         |         |                 |         |         |         |          |         |        |        |           |           |           |           |           |           |          |          |           |           |           |           |           |           |          |          |          |          |          |          |          |          |          |          |          |          |  |  |
| Beren  | Beren  | Beren  | Beren  | Beren  | Beren  |        |        | Lúthien | Lúthien | Lúthien | Lúthien | Lúthien | Lúthien |         |         |                 |         |         |         | Eärwen   | Eärwen  | Eärwen | Eärwen | Eärwen    | Eärwen    |           |           | Finarfin  | Finarfin  | Finarfin | Finarfin | Finarfin  | Finarfin  |           |           |           |           |          |          | Galadhon | Galadhon | Galadhon | Galadhon | Galadhon | Galadhon |          |          |          |          |  |  |
| Beren  | Beren  | Beren  | Beren  | Beren  | Beren  |        |        | Lúthien | Lúthien | Lúthien | Lúthien | Lúthien | Lúthien |         |         |                 |         |         |         | Eärwen   | Eärwen  | Eärwen | Eärwen | Eärwen    | Eärwen    |           |           | Finarfin  | Finarfin  | Finarfin | Finarfin | Finarfin  | Finarfin  |           |           |           |           |          |          | Galadhon | Galadhon | Galadhon | Galadhon | Galadhon | Galadhon |          |          |          |          |  |  |
|        |        |        |        |        |        |        |        |         |         |         |         |         |         |         |         |                 |         |         |         |          |         |        |        |           |           |           |           |           |           |          |          |           |           |           |           |           |           |          |          |          |          |          |          |          |          |          |          |          |          |  |  |
|        |        |        |        |        |        |        |        |         |         |         |         |         |         |         |         |                 |         |         |         |          |         |        |        |           |           |           |           |           |           |          |          |           |           |           |           |           |           |          |          |          |          |          |          |          |          |          |          |          |          |  |  |
|        |        |        |        | Dior   | Dior   | Dior   | Dior   | Dior    | Dior    |         |         |         |         |         |         | Nimloth         | Nimloth | Nimloth | Nimloth | Nimloth  | Nimloth |        |        | Galadriel | Galadriel | Galadriel | Galadriel | Galadriel | Galadriel |          |          |           |           |           |           | Celeborn  | Celeborn  | Celeborn | Celeborn | Celeborn | Celeborn |          |          | Galathil | Galathil | Galathil | Galathil | Galathil | Galathil |  |  |
|        |        |        |        | Dior   | Dior   | Dior   | Dior   | Dior    | Dior    |         |         |         |         |         |         | Nimloth         | Nimloth | Nimloth | Nimloth | Nimloth  | Nimloth |        |        | Galadriel | Galadriel | Galadriel | Galadriel | Galadriel | Galadriel |          |          |           |           |           |           | Celeborn  | Celeborn  | Celeborn | Celeborn | Celeborn | Celeborn |          |          | Galathil | Galathil | Galathil | Galathil | Galathil | Galathil |  |  |
|        |        |        |        |        |        |        |        |         |         |         |         |         |         |         |         |                 |         |         |         |          |         |        |        |           |           |           |           |           |           |          |          |           |           |           |           |           |           |          |          |          |          |          |          |          |          |          |          |          |          |  |  |
|        |        |        |        |        |        |        |        |         |         |         |         |         |         |         |         |                 |         |         |         |          |         |        |        |           |           |           |           |           |           |          |          |           |           |           |           |           |           |          |          |          |          |          |          |          |          |          |          |          |          |  |  |
|        |        |        |        |        |        |        |        |         |         |         |         |         |         |         |         |                 |         |         |         |          |         |        |        |           |           |           |           |           |           |          |          |           |           |           |           |           |           |          |          |          |          |          |          | Nimloth  |          |          |          |          |          |  |  |
| Eluréd | Eluréd | Eluréd | Eluréd | Eluréd | Eluréd |        |        | Elurín  | Elurín  | Elurín  | Elurín  | Elurín  | Elurín  |         |         | Elwing          | Elwing  | Elwing  | Elwing  | Elwing   | Elwing  |        |        | Eärendil  | Eärendil  | Eärendil  | Eärendil  | Eärendil  | Eärendil  |          |          |           |           |           |           |           |           |          |          |          |          |          |          |          |          |          |          |          |          |  |  |
| Eluréd | Eluréd | Eluréd | Eluréd | Eluréd | Eluréd |        |        | Elurín  | Elurín  | Elurín  | Elurín  | Elurín  | Elurín  |         |         | Elwing          | Elwing  | Elwing  | Elwing  | Elwing   | Elwing  |        |        | Eärendil  | Eärendil  | Eärendil  | Eärendil  | Eärendil  | Eärendil  |          |          |           |           |           |           |           |           |          |          |          |          |          |          |          |          |          |          |          |          |  |  |
|        |        |        |        |        |        |        |        |         |         |         |         |         |         |         |         |                 |         |         |         |          |         |        |        |           |           |           |           |           |           |          |          |           |           |           |           |           |           |          |          |          |          |          |          |          |          |          |          |          |          |  |  |
|        |        |        |        |        |        |        |        |         |         |         |         |         |         |         |         |                 |         |         |         |          |         |        |        |           |           |           |           |           |           |          |          |           |           |           |           |           |           |          |          |          |          |          |          |          |          |          |          |          |          |  |  |
|        |        |        |        |        |        |        |        |         |         |         |         |         |         |         |         |                 |         |         |         |          |         |        |        |           |           |           |           |           |           |          |          |           |           |           |           |           |           |          |          |          |          |          |          |          |          |          |          |          |          |  |  |
|        |        |        |        |        |        |        |        |         |         |         |         |         |         |         |         | Elros           | Elros   | Elros   | Elros   | Elros    | Elros   |        |        | Elrond    | Elrond    | Elrond    | Elrond    | Elrond    | Elrond    |          |          | Celebrían | Celebrían | Celebrían | Celebrían | Celebrían | Celebrían |          |          |          |          |          |          |          |          |          |          |          |          |  |  |
|        |        |        |        |        |        |        |        |         |         |         |         |         |         |         |         | Elros           | Elros   | Elros   | Elros   | Elros    | Elros   |        |        | Elrond    | Elrond    | Elrond    | Elrond    | Elrond    | Elrond    |          |          | Celebrían | Celebrían | Celebrían | Celebrían | Celebrían | Celebrían |          |          |          |          |          |          |          |          |          |          |          |          |  |  |
|        |        |        |        |        |        |        |        |         |         |         |         |         |         |         |         |                 |         |         |         |          |         |        |        |           |           |           |           |           |           |          |          |           |           |           |           |           |           |          |          |          |          |          |          |          |          |          |          |          |          |  |  |
|        |        |        |        |        |        |        |        |         |         |         |         |         |         |         |         | Re degli Uomini |         |         |         |          |         |        |        |           |           |           |           |           |           |          |          |           |           |           |           |           |           |          |          |          |          |          |          |          |          |          |          |          |          |  |  |
|        |        |        |        |        |        |        |        |         |         |         |         |         |         |         |         |                 |         |         |         |          |         |        |        |           |           |           |           |           |           |          |          |           |           |           |           |           |           |          |          |          |          |          |          |          |          |          |          |          |          |  |  |
|        |        |        |        |        |        |        |        |         |         |         |         |         |         |         |         |                 |         |         |         |          |         |        |        |           |           |           |           |           |           |          |          |           |           |           |           |           |           |          |          |          |          |          |          |          |          |          |          |          |          |  |  |
|        |        |        |        |        |        |        |        |         |         |         |         |         |         |         |         | Aragorn         | Aragorn | Aragorn | Aragorn | Aragorn  | Aragorn |        |        | Arwen     | Arwen     | Arwen     | Arwen     | Arwen     | Arwen     |          |          | Elladan   | Elladan   | Elladan   | Elladan   | Elladan   | Elladan   |          |          | Elrohir  | Elrohir  | Elrohir  | Elrohir  | Elrohir  | Elrohir  |          |          |          |          |  |  |
|        |        |        |        |        |        |        |        |         |         |         |         |         |         |         |         | Aragorn         | Aragorn | Aragorn | Aragorn | Aragorn  | Aragorn |        |        | Arwen     | Arwen     | Arwen     | Arwen     | Arwen     | Arwen     |          |          | Elladan   | Elladan   | Elladan   | Elladan   | Elladan   | Elladan   |          |          | Elrohir  | Elrohir  | Elrohir  | Elrohir  | Elrohir  | Elrohir  |          |          |          |          |  |  |
|        |        |        |        |        |        |        |        |         |         |         |         |         |         |         |         |                 |         |         |         |          |         |        |        |           |           |           |           |           |           |          |          |           |           |           |           |           |           |          |          |          |          |          |          |          |          |          |          |          |          |  |  |
|        |        |        |        |        |        |        |        |         |         |         |         |         |         |         |         |                 |         |         |         | Eldarion |         |        |        |           |           |           |           |           |           |          |          |           |           |           |           |           |           |          |          |          |          |          |          |          |          |          |          |          |          |  |  |